# آیزنباخ (امسبباخ)
آیزنباخ (به آلمانی: Eisenbach) یک رود در آلمان است که در هسن واقع شده‌است.